# Ingolstädter Jazztage
Die Ingolstädter Jazztage finden seit 1984 alljährlich im November in der oberbayerischen Stadt Ingolstadt statt. Veranstalter ist die Ingolstädter Veranstaltungs gGmbH.

## Philosophie und Programmgestaltung

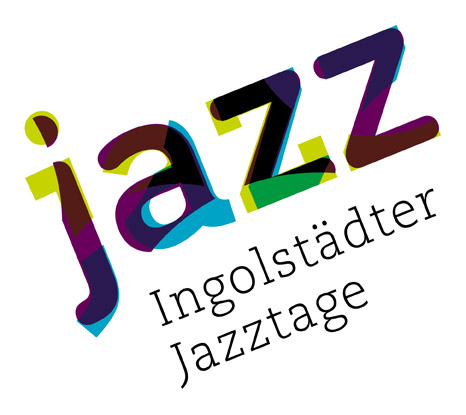
Logo der Ingolstädter Jazztage seit 2013

Das Programm des Festivals orientiert sich an weltoffenen, experimentierfreudigen und qualitativ hochwertigen Jazz-Veranstaltungen – wie in Montreux oder in Den Haag (North Sea Jazz Festival). Neben Weltstars aus Jazz, Funk, Soul, Hip-Hop und Worldmusic bieten die Veranstalter mit jeder Aufführung auch Newcomern und viel versprechenden Nachwuchskünstlern ein Forum. Seit 1994 vergeben das Kulturreferat der Stadt Ingolstadt mit Unterstützung von Media Saturn den Jazzförderpreis der Stadt Ingolstadt an junge Musiker. Mit Programmpunkten wie „Jazz für Schulen“ und „Jazz for Kids“ möchten die Initiatoren auch ein junges Publikum für das Genre begeistern.

## Veranstaltungsorte
Die Konzerte der Ingolstädter Jazztage finden an verschiedenen Orten in Ingolstadt statt. Neben Aufführungen im großen Rahmen (Festsaal Theater Ingolstadt) finden viele Konzerte in einem intimen Rahmen statt und finden etwa im Altstadttheater, dem Bürgerhaus/Diagonal, der Kirche St. Pius, dem Kulturzentrum neun und weiteren Lokalitäten statt.

## Künstlerliste
Bei den Ingolstädter Jazztagen traten u. a. folgende Künstler auf.
| Jahr                  | Künstler |
| --------------------- | --- |
| 1984–1995             | Ray Charles, Betty Carter, Miles Davis, Fats Domino, Lionel Hampton, Stanley Jordan, Taj Mahal, Maceo Parker, Maynard Ferguson, Airto Moreira, Eddie Palmieri, Mike Mainieri & Steps Ahead, Ray Brown, Klaus Doldinger’s Passport, Percussion Academia, Christian Hörmann (erster Jazzförderpreis 1994 - Saxophon), Charly Böck (Jazzförderpreis 1995 - Percussion) |
| 30.10.1996–13.11.1996 | Al Jarreau & Group, Youssou N’Dour & The Jololi Review feat. Cheikh Lô, Jan Garbarek Group, Mari Boine Group, Steve Coleman & Five Elements, Joe Zawinul's Syndicate, Joseph Bowie's Defunkt, Marc Copland Quartet feat. Randy Brecker, Ray Anderson’s Alligatory Band, David Tronzo, Holly Cole & Band, Larry Garner Blues Band, Swinging Ladies, Black Voices, Inga Rumpf & Joja Wendt Quartet, Kathy Kornprobst & Ina Kohlschowsky, Modern String Quartet, Free Beer & Chicken Blues Company, B.B. & The Blues Shacks, Tonic Strings, Sigi Finkel's Powerstation, Matalex, Charly Böck & Kontrabanda, Rainer Hasenkopf & Pocatello, Rudi Trögl & Friends, Sigi Schwab, Clarino Jazzband, Rudi Trögl (Jazzförderpreis – Gitarre) |
| 31.10.1997–12.11.1997 | Herbie Hancock & Wayne Shorter „1 + 1“, Michel Petrucciani Septet, Al Di Meola Project, Aziza Mustafa Zadeh, Jazzkantine, Candy Dulfer & Funky Stuff, Dianne Reeves & Band, Zap Mama, Nguyên Lê Trio, Vernon Reid „My Science“ Project, Gemini Gemini (Jamaaladeen Tacuma, Wolfgang Puschnig), Nils Landgren „Funk Unit“, Pee Wee Ellis Assembly, Eddy Clearwater Blues Band, Spanish Fly, Veda Hille & Her Smokin' Combo, Moscow Art Trio, Stephan Holstein Acoustic Trio, String Thing, Angela Brown Blues Band, Häns’che Weiss Duo, Friend'n Fellow, Christoph Spendel, Krzysztof Scierànski, Olaf Kübler, Oliver Mochmann, Kurt Billker, Michal Dabrówka, Green, Coloured Mind, J.A.W. – The Hörmann/Böck Fusion Project, Timo Verbole (Jazzförderpreis – Saxophon) |
| 31.10.1998–11.11.1998 | Randy Crawford & Band, David Sanborn & Band, Lee Ritenour Group, Tania Maria Quartet, John Lurie & The Lounge Lizards, Ladysmith Black Mamabazo, Abbey Lincoln Quartet, John Scofield Group, Trilok Gurtu „The Glimpse“, Chucho Valdés Quartet, The Big Swing, Cæcilie Norby & Band, Ray Gaskins, Dissidenten, Barbara Dennerlein & Bebab, Till Brönners Ballad Joint, Richard S. & Vibe Tribe, Sydney Ellis and Her Yes Mama Band, Cristina Marques & Gilson De Assis, Christoph Spendel, Michael Sagmeister, Christian Diener, Kol Simcha, Quique Sinesi + Marcelo Moguilevsky, Steps of Spirit, Blue Note, Florian Helming Quartet, Stephan Holstein, Albert C. Humphrey, Oliver Mochmann (Jazzförderpreis – Gitarre) |
| 31.10.1999–10.11.1999 | Branford Marsalis Quartet, Juan De Marco Gonzalez & The Afro Cuban All Stars, Joshua Redman Group, John Patitucci & Band, Melissa Walker Band, Ray Anderson’s Pocket Brass Band, Lester Bowie’s Brass Fantasy, Nils Landgren Funk Unit, Jonas Hellborg Trio, The Kinsey Report, Smitty Dee's Original New Orleans Brass Band, Terje Rypdal & Ketil Bjørnstad, Dieter Ilg Fieldwork, Oscar Klein Jazz Show feat. Charly Antolini, Tommy Schnellers Extravaganza feat. Johnny Rogers, Sammy Vomacka Trio, Tata Dindin, Pim Toscani's Dixieland All Stars, Christoph Spendel, Steve Hooks, Christian Diener, Charly Böck, Carola Grey, Oliver Rudi Trögl Trio, Florian Schmidt's True Geminis, Jörg Widmoser & Hajo Hoffmann, Oscar Klein Duo, Charly Leimer (Jazzförderpreis – Keyboards) |
| 28.10.2000–08.11.2000 | James Brown, Dee Dee Bridgewater Trio, Holly Cole & Band, Fourplay, Maceo Parker, Klaus Doldinger’s Passport, Mike Stern Trio, Karizma, Doop Troop, Terence Blanchard, Irvin Mayfield Quartet, James Andrew's Brass Band, Alain Caron, Rick Vito & the Lucky Devils, Martin Schmitt & Stephan Holstein, Al Copley & Band, Park Stickney, Joja Wendt & Sydney Ellis, Ingolstädter All-Star Band, 4 of a Kind, Christoph Spendel, Charly Böck, Oliver Mochmann, Charly Leimer, Kenny Martin, Derrick James, Ingolstädter Big Band feat. Josef Spreng, Josef Spreng (Jazzförderpreis) |
| 03.11.2001–14.11.2001 | The Supremes, The Temptations feat. Damon Harris, Ellis Marsalis Quartet feat. Delfeayo Marsalis, Old Friends feat. Klaus Doldinger, Albert Mangelsdorff, Eberhard Weber, Wolfgang Dauner, Manfred Schoof, Ralf Hübner, Ray Charles, Astral Project, Joe Krown Organ Combo, Andy Summers Trio feat. Darryl Jones & Dennis Chambers, Nils Petter Molvær & Group, Manu Dibango, Funky Brotherhood, Victor Bailey Group feat. Poogie Bell, Jim Beard, Bennie Maupin, The Pete York All Star Jazzband „The Tribute to Louis Armstrong“ feat. Liza Shaw, Roy Williams, Bruce Adams, Martin Schrack, Pascal Michaux, Rocky Knauer, Patrice Fisher & Betsy Braud, Donald Harrison, Larry Garner & Band, Jeanne & Karen Carroll & Band, The James Andrews Band feat. Trombone Shorty, Kim Prevost & Bill Solley, Tomasz Stańko Quartet, Delfeayo Marsalis, Leon Anderson, James Andrews, Larry Sieberth, Charly Leimer, Charly Böck, Chris Lachotta (Jazzförderpreis – Bass), Yogo Pausch, Hans-Günter Brodmann, Matthias Rosenbauer, The Funny Valentines, Christian Wondra Quartet |
| 07.11.2002–13.11.2002 | Kool & The Gang, Da Univerzal Playaz feat. Dave Stewart, Jimmy Cliff, Candy Dulfer, Gary „Mudbone“ Cooper, Jan Garbarek Group, Pharoah Sanders Group fest. Jean-Paul Bourelly, Jazz Crusaders, Robben Ford & Blue Line, Tuba Tuba feat. Michel Godard, Dave Bargeron, Joe Barbato, Kenwood Dennard, Cornelius Claudio Kreusch & Fo Doumbé, Donald Harrison Jr. & Group, Evan Christophers Clarinet Road, Rebekka Bakken & Wolfgang Muthspiel Duo, Klaus Doldinger's Passport RMX Vol. 1 feat. Joo Kraus, DJ Mutamassik, DJ Michael Sauer, Richard Leo Johnson, Geoff Goodman Quartet, Torsten de Winkel / Hellmut Hattler Humanimal Talk, Vince Weber & Michael Maass, Doc Houlind & his New Orleans All Stars of Denmark, Lyambiko, Sharon Martin feat. Lawrence Sieberth & Charly Böck, Olaf Kübler Quartet feat. Christoph Spendel, Benno Sattler & André Nendza, Abaji, Helmut Nieberle / Bob Rückerl Quartet, Chris Lachotta, Krzysztof Scieranski, Bernard Masseli, Marek Napiorkowski, Ricky Sebastian, Wendell Brunious, Wessell Anderson, Krzysztof Zawadzkie, Rudi Trögl Trio feat. Florian Helming, Nick Flade Trio feat. Dana Milicic, Christian Wondra (Jazzförderpreis – Piano) |
| 07.11.2003–12.11.2003 | Dee Dee Bridgewater, Kraan, Jocelyn B. Smith, Squad Cordes Sauvages, Larry Sieberth, Charly Böck, Chris Lachotta, Torsten de Winkel, Benno Sattler, Joo Kraus, Bon Rückerl, Mino Cinelu – Glen Moore – Theodosii Spassov Trio, Soulounge feat. Teddy Richards, Trio Töykeät, Anna Maria Jopek, Beady Belle, Richard Bona, Marcus Miller, The Drum Smiles feat. Charly Böck, Tom Diewock Quartet „Blue room four…“, Florian Schmidt (Jazzförderpreis – Bass) |
| 28.10.2004–10.11.2004 | Al Jarreau, Michael Schenker Group, The Jackson Singers, Soulounge, Twin Dragons, Jahcoustix & Dubios Neighbourhood, Ludwig Seuss Zydeco Band, Irith Gabriely Duo, B. Medeiros & M. Sagmeister, „3“ feat. Inga Lühning, Brice Miller Band, Lyn Leon & Band, Moscow Art Trio, Jasper van’t Hof’s Pili-Pili, Silje Nergaard & Band, Masha Bijlsma Band, Joel Harrison & Band, Mezzoforte, Mike Stern feat. Richard Bona, Dennis Chambers, Nils Landgren & Funk Unit, san2 & HIS SOUL PATROL, Carlito’s Latin Jam Band, Tom Diewock (Jazzförderpreis – Schlagzeug) |
| 23.10.2005–09.11.2005 | José Feliciano & Band, Gentleman & The Far East Band, Big Mama & The Golden Six Gospel & Spiritual Night, Victor Bailey Group, Nike Flade, Annette Marquard & Christoph Spendel, Joo Kraus Basic Jazz Lounge, The Jim Kahr Band, HeadCornerstone, Rudy Linka Trio, Shurano, Hans Reidel & His New Orleans Joymakers feat. Melanie Bong, Tower of Power, Willem Breuker Kollektief, Manu Katché Band, James Carter, World Saxophone Quartet, Anna Maria Jopek, Birdland Dixie Band, Jazziz, The Jazz Award in Concert, Nick Flade (Jazzförderpreis - Klavier) |
| 22.10.2006–08.11.2006 | The Manhattan Transfer, Take 6, Christian Diener (Jazzförderpreis – Bass), Mike Stern Band, Quadro Nuevo, Solveig Slettahjell Slow Motion Quintet, Soulounge, Meshell Ndegeocello feat. „A Different Girl (Every Night)“, Till Brönner & Band, Al Di Meola Project, Harald Haerter's CatScan feat. Nils Petter Molvær, Lyambiko, Simphiwe Dana, Tony Bulluck, Hands On Strings, The Colors – Scieranski / Wertico Band, Brian Auger's Oblivion Express, Jamaram, The Wild Bunch, Adjiri Odametey Duo, Triband, Pit Müller's Hot Stuff, Birdland Jazz Band, Late Night Musicians – Charly Böck, Roland Guerin, Quamon Fowler, Lawrence Sieberth, Diethard Stein, Torsten de Winkel |
| 21.10.2007–11.11.2007 | Nigel Kennedy Quintet, Roger Cicero & Big Band, The Golden Gospel Singers, Victor Wooten Band, Simon Seidl (Jazzförderpreis – Piano), Avishai Cohen Trio, Chris Karrer & John Weinzierl, Ras Dashan Swept Away, Rad Gumbo feat. Dackel Hirmer, Ben’s Belinga, Dotschy Reinhardt Quintet, Milla Kay, Late Night Band: Lawrence Sieberth, Bill Solley, Roland Guerin, Kim Prevost, Quamon Fowler, John Jones, Curtis Stigers, Fredrika Stahl, Susan Weinert Duo, Maceo Parker, Ola Onabule, Cæcilie Norby Quartet, Kristin Asbjørnsen, Nils Landgren Funk Unit, Incognito, Bill Evans Group, Harald Rüschenbaum, Marcus Kesselbauer, C’est Si Bon, Young Jazz Players, Blindflug feat. Simon Seidl, Charly Böck Latin Project, Birdland Jazz Band |
| 14.10.2008–09.11.2008 | Thilo Wolf feat. Joan Faulkner, Kolsimcha feat. Georgisches Kammerorchester Ingolstadt, Chick Corea & John McLaughlin Five Peace Band with Christian McBride, Kenny Garrett & Vinnie Colaiuta, Herbie Hancock Quintet, The Brand New Heavies, Jazzkantine, Malene Mortensen Group, Lars Danielsson Trio, Wolfgang Haffner Band, David Sanborn, Iiro Rantala New Trio, James Carter, Jamie Wong-Li, Christina Jung (Jazzförderpreis – Vocals), Rita Chiarelli Trio, Cæcilie Norby Quartet, Pit Müller's Hot Stuff, Tok Tok Tok, Dana Fuchs & Jon Diamond, Hands on Strings, Wally Warning, Ramesh Shotham, Miles Griffith, C’est si bon, Young Jazz Players, Die Klangpatrouille, Jazz Award Project, Jazzgottesdienst Diewock/Schmidt/Schwarz, Birdland Jazz Band |
| 18.10.2009–08.11.2009 | Bernhard Hollinger (Jazzförderpreis – Bass), C’est si Bon, Peter Schindler: „Hoppel Hoppel Rhythm Club“, Workshop mit Janice Harrington & Steve Hooks, Christian Wallumrød Ensemble, Young Jazz Players, 4 of a Kind, Jungblut feat. Christina Jung, The Bahama Soul Club, Terrence Ngassa & Dominic Quaye, Steve Gibbons Band, M. Kälberer & M. Tubino – „Tukamama“, Les Babacools, Kim Chong Ensemble, Karolina Glazer, Mari Boine, Late Night Musicians, Power of Chick Corea, Stanley Clarke & Lenny White, PSP Simon Phillips, Philippe Saisse, Pino Palladino, Nils Petter Molvær Group, Tower of Power, The Larry Carlton Trio, The Hang All Stars, Curtis Stigers, Jazz X Change, Birdland Jazz Band, Zap Mama |
| 17.10.2010–07.11.2010 | Tim Allhoff (Jazzförderpreis - Piano), Martin Johnson & Band feat. Ruth Sabadino, Young Jazz Players, Paolo Conte und Gruppe, New York Voices, San2 & His Soul Patrol, Bernhard Hollinger Group, Victor Bailey Group, Papa Legba's Blueslounge, Sherman Robertson & BluesMove, 16 Gypsy Strings, Ma'Neko, I-Fire, Lisa Wahlandt Trio, BurgstallerMartignon4, Clueso & Bernewitz Trio, Jamie Cullum, Youn Sun Nah & Ulf Wakenius, Allan Holdsworth, Incognito, L'Image, De-Phazz, Ola Onabule, Omar Hakim & Band, Soil & „Pimp“ Session, Wolfgang Haffner Trio, 4 of a Kind feat. Kerstin Schulz, Batter My Soul, Paco de Lucía & Band |
| 16.10.2011–06.11.2011 | Josef Finger (Jazzförderpreis - Trompete), Jorinde Jelen & Juri Tetzlaff, Gospel Power Soul, Young Jazz Players, Denise Liepold & Rudi Trögl Duo, A Tribute to Paul Simon feat. Charly Böck, Johnny A., Lubos Bena & Matej Ptaszek, Jon Regen & Band, Miranda Sykes & Rex Preston, Pamela Méndez Band, Boomtown Raps & Joey Finger Group feat. Nico Suave, Susan Weinert Global Players Trio, Olivia Trummer Trio, Lisa Bassenge, Hypnotic Brass Ensemble, Pat Metheny Trio, George Duke Quartet, Tingvall Trio, Iiro Rantala, Incognito, The Bahama Soul Club, Mike Stern Band, Magnus Lindgren Quartet, Raphael Gualazzi, Massimo Valentini, Blue Moon, Batter My Soul, Earth, Wind & Fire Experience feat. The Al McKay Allstars |
| 21.10.2012–13.11.2012 | Veronika Schnattinger (Jazzförderpreis - Geige), Jan Garbarek & Hilliard Ensemble, Margit Sarholz, Werner Meier & Sternschnuppe, Joey Finger Group, Wir und die Anderen, Boomtown Raps, Joey Finger Group feat. Spax, Akua Naru, Roger Rekless, Architekt, Marc Sleepwalker, Boshi San, „Djing & Hosting by DJ Pann“, Blue Moon, Young Jazz Players, Tim Allhoff Trio, Stephanie Nilles Band, Michael Wollny’s (em), Iain Mattews & Egbert Derix, Grand Mother’s Funck, Ensemble Draj, Tok Tok Tok, Quadro Nuevo, Batter My Soul, Take 6, Bibalicious, Evasphere feat. Joey Finger, Butterscotch, Tower Of Power, Hiromi – Trio Project feat. Anthony Jackson and Simon Philips, Jacob Karlzon 3, Viktoria Tolstoy, Marcus Miller, Maceo Parker, Äl Jawala, Joo Kraus & Tales in Tone Trio, Karo Glazer, Roland Guerin, Olivia Trummer, Ashlin Parker, Tom Diewock, Charly Böck, Stephen Gordon, Christian Scott |
| 20.10.2013–10.11.2013 | Oliver Kügel (Jazzförderpreis - Schlagzeug), Max Mutzke, Defunkt, Omar Hakim feat. Victor Bailey & Rachel Z., Candy Dulfer, Stanley Jordan & Aisha, Maya Azucena, Brand New Heavies, The Soul Rebels, Bob James & David Sanborn feat. Steve Colley, Niogi, Marcin Wasilewski Trio, Batter My Soul, Randy Crawford & Joe Sample Trio, Jolli, Juri & die Jungs.. und das große Fernweh (mit Juri Tetzlaff & Jorinde Jelen), Maxime Bender 4tet feat. Simon Seidl, Frederik Köster & die Verwandlung, Terry Bozzio, Katie Melua, Blue Moon, Big Mama & The Golden Six, Simons & Friend, Charlatan & Fyddlehud, Cindy Blackman Santana Group, The California Honeydrops, Hattler, Sebastian Sturm & Exile Airline, Schorsch Hampel & Dr. Will, Franco Morone, Caecilie Norby & Lars Danielsson Project, Xavier Naidoo, Olivia Trummer, Ashlin Parker, Roland Guerin, Tom Diewock, Charly Böck, Derek Douget, Chris Adkins, John Jones, Kyle Roussel |
| 18.10.2014–9.11.2014  | Batter My Soul, Bill Evans Soulgrass, Blue Moon, Dr. John & The Nite Trippers, Errorhead, Flo Mega & The Ruffcats, Gregory Porter, Harald Haugaard, Jan Garbarek & The Hilliard Ensemble, Janice Harrington Trio, Jason Seizer, Jonas Hellborg, Julia Biel Group, Maceo Parker, Marialy Pacheco Trio, Neutral Ground Brass Band, Oliver Wasilesku Trio, Olivia Trummer, Ollie Kügel´s nu Soul, Paul Millns & Band, Raul Midón, San2 & His Soul Patrol, Sigi Finkel & Mamadou Diabaté, Spyro Gyra, Stanley Clarke Band, Sune Rahbek, The Terence Blanchard E-Collective, Three Angels, Three Fall, Tim Bendzko, Tower of Power, Wolfgang Haffner Trio, Youn Sun Nah & Ulf Wakenius |
| 17.10.2015–9.11.2015  | Matthias Hetzer (Jazzförderpreis - Schlagzeug), Jazz mit Kick, Gasandji, Hendrika Entzian Quartet feat. Sandra Hempel, Jim Mullen Group feat. Zoe Francis, San2 & His Soul Patrol feat. Dr.Will, Söhne & Töchter Ingolstadts, Jeff Lorber Fusion feat. Eric Marienthal, Jimmy Haslip & Gary Novak, The Bahama Soul Club, Vera Jonas Experiment, Lisa Simone, Fabrizio Consoli & Band, Cuentos Del Sur, Bella S’ol, Robert Batyi Quartett, Niogi, Y‘akoto, Jan Delay, Incognito, Dominic Miller Band, Butterscotch, Marcus Miller, Steve Gadd, Vincent Peirani & Emile Parisien, Wolfgang Haffner All Star Trio, Melody Gardot, Zaz |

## Jazzförderpreis
Der Jazzförderpreis der Stadt Ingolstadt wird seit 1994 als Anerkennung für herausragende Leistungen auf dem Gebiet der Musikrichtung Jazz verliehen. Preisträger sind Personen, die in Ingolstadt geboren oder ansässig sind oder zum Kulturleben Ingolstadts in besonderer Beziehung stehen.  Die Stadt Ingolstadt verleiht jährlich einen Jazzförderpreis, der mit 5000 Euro dotiert ist. Das Vorschlagsrecht für die Verleihung der Preise haben der Oberbürgermeister, die Fraktionen des Stadtrates der Stadt Ingolstadt und die Mitglieder einer Kommission, die Anregungen aus allen Bevölkerungskreisen entgegennehmen können. Über die Vergabe des Preises entscheidet schließlich der Stadtrat.
- 1994: Christoph Hörmann
- 1995: Charly Böck
- 1996: Rudi Trögl
- 1997: Timo Verbole
- 1998: Oliver Mochmann
- 1999: Charly Leimer
- 2000: Josef Spreng
- 2001: Chris Lachotta
- 2002: Christian Wondra
- 2003: Florian Schmidt
- 2004: Tom Diewock
- 2005: Nick Flade
- 2006: Christian Diener
- 2007: Simon Seidl
- 2008: Christina Jung
- 2009: Bernhard Hollinger
- 2010: Tim Allhoff
- 2011: Josef Finger
- 2012: Veronika Schnattinger
- 2013: Oliver Kügel
- 2014: Olivia Trummer
- 2015: Matthias Hetzer
- 2016: Simon Mack
- 2017: Benedikt Streicher
- 2018: Carsten Fuss
- 2019: Lukas Lindner
- 2020: Malik Diao
- 2021: Birgit Zinner
- 2022: Quirin Birzer
- 2023: Josef Heinl
- 2024: Cathy Cyfka